# Herbert Wiedermann
Herbert Wiedermann, född 1 november 1927 i Bodensdorf, är en österrikisk före detta kanotist.
Wiedermann blev olympisk bronsmedaljör i K-2 1000 meter vid sommarspelen 1952 i Helsingfors.